# Mario Rossi (dyrygent)
Mario Rossi (ur. 29 marca 1902 w Rzymie, zm. 29 czerwca 1992 tamże) – włoski dyrygent.

## Życiorys
Studiował w konserwatorium w Rzymie u Ottorino Respighiego i Giacomo Setacciolego. W latach 1926–1936 pełnił funkcję zastępcy dyrygenta rzymskiego Teatro Augusteo. Od 1931 do 1936 roku prowadził orkiestrę Akademii Muzycznej św. Cecylii. W latach 1936–1944 dyrygował na Maggio Musicale Fiorentino we Florencji, tam też debiutował jako dyrygent operowy, prowadząc wykonanie Iris Pietro Mascagniego. Od 1946 do 1969 roku prowadził orkiestrę rozgłośni RAI w Turynie.
Jako dyrygent propagował muzykę współczesną. Poprowadził prapremiery dedykowanych mu dzieł takich kompozytorów jak Goffredo  Petrassi, Gian Francesco Malipiero i Nino Rota.